# Festes en honor de la Mare de Déu del Castell d'Agres
Les Festes en honor de la Mare de Déu del Castell d'Agres són les festes oficials i de major caràcter turístic de la vila valenciana d'Agres (el Comtat). Varen començar a celebrar-se uns quants anys després de la troballa de la Mare de Déu, l'any 1484, i estan inspirades en aquell fet. Hui dia es fan des de final d'agost fins al 9 de setembre.
Cal destacar-ne:
- L'aniversari del Grup de danses d'agres (13-16 d'agost).
- La representació de l'Aparició de la Mare de Déu d'Agres.

- La Reina o Regina de les festes.

## La Setmana Cultural
La setmana cultural es realitza els darrers dies d'agost. Durant eixos dies es representen diferents actuacions de grups de fora, com ara líriques, ballets, grups musicals... i també els grups de la localitat, entre els quals destaquen:
- El ballet de Raquel Doménech, en el qual els xiquets i xiquetes del poble fan balls que de vegades són espectaculars.
- Els sainets dels Jóvens Actors, on la gent jove i aficionada del poble representa dos sainets de tipus humorístic.
- El show de les Ames de Casa, on representen un sainet valencià i fan balls molt divertits.

També durant la setmana cultural es fa la marató del truc i els campionats dels pastors.

## El dia de la Vinguda
Eixe dia es fa honor a la troballa de la Mare de Déu, ja que coincidix amb el dia que, segons la tradició, es va trobar la imatge; encara que més tard la festa gran es va traslladar al dia de la Nativitat de la Mare de Déu (7 i 8 de setembre), dia en què se celebren festes per tot arreu en honor de les marededéus trobades.
Al llarg del dia es duen a terme estos actes:
- A les 8 del matí, el Rosari de l'Aurora recordant el rés de pastor Gaspar Tomàs quan va trobar la Verge.
- Una missa amb presència de les autoritats i en acabant una cercavila.
- A la vesprada, es fa una multitudinària ofrena floral a la Verge del Castell i després es ballen les danses.

## La novena a la Verge i Els Sectors
La novena, com el seu nom indica, són nou dies de misses en honor de la Mare de Déu. Comença el 29 d'agost i s'acaba el 6 de setembre (vegeu Dia del Fanalet). Al final de cada missa es canten els "Gojos a Nostra Senyora del Castell d'Agres" en els quals es narra l'aparició de la Mare de Déu.
Els sectors són els barris del municipi, que organitzen sopars de pa i porta des del dia 2 fins al dia 5 de setembre, als quals conviden tots els veïns del sector.
Hi ha 4 sectors:
1. Sector del Raval, que està la part alta del poble. El sopar es fa a la plaça de Remigi Soler.
2. Sector del centre o de la Plaça i també és els dels masos. El sopar es fa a la Plaça Major.
3. Sector de la Casa Assolà-C/ Mare de Déu d'Agres-Bonell. El sopar es fa al carrer de Sant Antoni.
4. Sector de Barxeta (el sector més baix i més habitat de la vila). El sopar es fa al carrer de Mariola.

## El dia del Fanalet
El dia del Fanalet és el 6 de setembre, dia de la vespra de la festa Major. Durant el dia hi ha molts actes però els més importants són a poqueta nit.
De matí es fa el concurs de dibuix i el taller de fanalets que donen nom al dia (vegeu més avall). Els fanalets es fan decorant amb un punxó un meló d'Alger i, després de buidar el meló, col·locant un ciri al seu interior. A les 8 de la vesprada es fa l'última novena i després l'Inici oficial de les festes. Tot seguit, i després d'un arravatament aeri, els xiquets que duen els fanalets fan una cercavila, mentre que els cabuts els acompanyen ballant les danses típiques d'Agres, entre elles el ball de velles.

## Dia del Pastoret
És el dia principal de la festa i té bastants actes. A les 6 de la matinada es fa una missa en honor dels Pastorets difunts. En acabant es trau la Mare de Déu del cambril i es transporta al lloc on conta la tradició que va aparéixer.
Tot seguit es fa la despertà, amb traca i coets, i la diana, en la qual la música recorre tot el poble.
A les 8 del matí es fa l'acte principal del dia, l'Ambaixada del Pastoret, en la qual un pastor que representa Gaspar Tomàs, comunica al poble la troballa de la Mare de Déu a les ruïnes del Castell. Tot seguit, tots pugen al lloc de la troballa on s'acaba l'ambaixada, es canta la Salve Regina i després es fa una missa de campanya. Després de tot açò es baixa la Mare de Déu a l'església on passarà tot el dia.
A la nit es fa una concorreguda processó general, en la qual la Mare de Déu és portada en andes pels Pastorets pels carrers del poble.
Després de tot açò es fa un castell de focs artificials i a la una comença la revetla.

## Dia de la Mare de Déu
És el dia en què la imatge de la Verge torna de l'església parroquial d'Agres al seu Santuari. Es realitza una processó solemne i al santuari es canvia el capità de la Filà dels Pastorets encarregat de vetlar per la imatge de la patrona.

## Dia d'Acció de Gràcies
Es duu a terme el 9 de setembre. Eixe mateix dia es fan les paelles i la cavalcada de les disfresses.